# Zuwara
Zuwara (arab. زوارة, berb. Tamurt n Wat Willul) – miasto w Libii, położone nad Morzem Śródziemnym, ok. 100 km na zachód od Trypolisu i ok. 40 km na wschód od granicy Tunezji. W 2010 roku liczyło około 39 561 mieszkańców. Zuwara jest stolicą gminy An-Nukat al-Chams. Miasto zamieszkują głównie ibadyci.

## Historia
Po raz pierwszy Zuwara jest wspomniana przez Leo Africanusa w jego relacji z podróży do Timbuktu odbywanych w latach 1512–1514.
W latach 1911–1943, w czasach, kiedy Libia była kolonią włoską, znajdował się tutaj włoski garnizon graniczny.
W czasie Powstania w Libii w 2011 Zuwara w dniach 24 lutego – 14 marca była kontrolowana przez rebeliantów.

## Ekonomia
Zuwara jest miastem portowym eksportującym głównie daktyle i zboża uprawiane w okolicy. Rozwinięte jest również rybołówstwo. W mieście znajduje się port lotniczy Zuwara.